# Fossa cranica

Estensione e limiti delle fosse craniche

La fossa cranica corrisponde alla base della faccia interna del cranio ed è convenzionalmente divisa in tre parti:
- fossa cranica anteriore
- fossa cranica media
- fossa cranica posteriore

## Fossa cranica anteriore
La fossa cranica anteriore ha come limite anteriore il piano che divide la volta dal neurocranio, come posterolaterale la parte inferiore dell'osso frontale e il margine delle piccole ali dell'osso sfenoide e come posteriore in posizione mediana il solco prechiasmatico; la fossa cranica anteriore è chiusa inferiormente dalla lamina cribrosa dell'osso etmoide. 
Nella fossa cranica anteriore sporge la crista galli che permette l'attacco della falce cerebrale, mentre anteriormente sono visibili la cresta frontale e il foro cieco; oltretutto sono presenti alcune impronte digitate che accolgono i solchi frontali del telencefalo.

## Fossa cranica media
La fossa cranica media ha come limiti anteriore quelli posteriori della fossa cranica anteriore, laterale il piano che divide la volta dalla base e posteriori rispettivamente le piramidi delle ossa temporali lateralmente e la parte basilare dell'osso occipitale in posizione mediana. 
Nella fossa cranica media è visibile centralmente la sella turcica con la fossa ipofisaria delimitata anteriormente e posteriormente dai processi clinoidei anteriori e posteriori; inoltre è delimitata superiormente dal  solco prechiasmatico, che accoglie il chiasma dei nervi ottici; lateralmente, sulle grandi ali dell'osso sfenoide sono visibili tre fori: il foro rotondo, che dà passaggio al nervo mascellare, il foro ovale, che dà passaggio al nervo mandibolare oltre che all'arteria piccola meningea e il foro spinoso che dà passaggio ad un ramo periferico del nervo mandibolare (nervo spinoso) ed all'arteria e vena meningea media. Nel punto in cui la piramide del temporale si articola con le ali dell'osso sfenoide si forma il foro lacero, delimitato medialmente dalla lingula sfenoidale.
Lateralmente nella fossa cranica è rilevante la piramide del temporale rivestita dal tegmen tympani, che chiude il cavo del timpano; evidenti sono anche la fessura petrosquamosa, che segna il limite tra squama e piramide del temporale, l'eminenza arcuata e i solchi dei nervi piccolo e grande petroso. 
Nella fossa cranica media sono inoltre visibili inferiormente alcuni solchi vascolari.

## Fossa cranica posteriore
La fossa cranica posteriore ha come limiti anteriori quelli posteriori delle fossa cranica media, laterali le parti squamose dell'osso temporale e posteriore la linea nucale superiore. Nella fossa cranica posteriore risulta evidente il grande foro dell'occipitale, che permette comunicazione tra la cavità cranica e quella vertebrale. 
Davanti al grande foro dell'occipitale si può notare il clivo, su cui poggiano il bulbo e il ponte; lateralmente sono visibili i fori condiloidei, per il passaggio degli omonimi vasi e i canali dell'ipoglosso, per il passaggio dell'omonimo nervo. Nel punto di articolazione tra osso occipitale e piramide del temporale si forma il foro giugulare per il passaggio dell'omonima vena.
Posteriormente e in posizione mediana è visibile l'eminenza cruciforme costituita da due linee verticali (solco per il seno sagittale superiormente e cresta occipitale interna inferiormente) e da due linee orizzontali (solchi per il seno trasverso). L'eminenza cruciforme divide 4 fosse: le due cerebrali poste superiormente, che accolgono i poli occipitali del telencefalo e le due fosse cerebellari poste inferiormente, che accolgono gli emisferi cerebellari.